# Џенифер Капријати
Џенифер Мери Капријати (енгл. Jennifer Marie Capriati; рођена 29. марта 1976) је америчка тенисерка. У каријери је освојила три гренд слем турнира — Отворено првенство Аустралије 2001. и 2002, и Отворено првенство Француске 2001 — и још једанаест других трофеја, међу којима је и златна медаља на Олимпијским играма 1992. На првом месту ВТА листе најбољих тенисерки света по први пут се нашла 15. октобра 2001, а четврти и последњи пут 20. маја 2002, након чега ју је 9. јуна сменила Винус Вилијамс. Капријати је такође освојила један турнир у конкуренцији парова, Италија опен 1991. у пару са Моником Селеш, и три пута Фед куп. 1990, са само четрнаест година, постала је најмлађа тенисерка која се нашла међу десет најбољих на ВТА листи.
Поред својих многобројних тениских достигнућа, Џенифер Капријати је позната и по свом бурном приватном животу. Након пораза у првом колу Отвореног првенства Америке 1993. и само једног одиграног меча 1994, повлачи се из тениса на две године. Пре повратка тенису 1996, Капријати је 1994. била ухапшена због поседовања марихуане, а годину дана касније због покушаја крађе прстена. Након успешне рехабилитације се вратила професионалном спорту. Дана 27. јуна 2010. била је хоспитализована због предозирања лековима, али јој је стање одмах стабилизовано. Њена породица је порекла гласине о покушају самоубиства.

## Детињство и почеци
Џенифер Капријати је рођена 29. марта 1976. у Њујорку, у породици италијанског порекла. Када је њен тениски таленат постао очигледан, заједно са млађим братом Стивеном, мајком Дениз и оцем Стефаном, који ју је током већег дела каријере тренирао, сели се на Флориду како би тренирала по програму Џимија Еверта, оца Крис Еверт. 1989, са само тринаест година, Капријати је постала најмлађа јуниорка која је тријумфовала на неком гренд слем турниру, освојивши Отворено првенство Француске. Исте године је освојила и Отворено првенство Америке, као и Вимблдон и Отворено првенство Америке у конкуренцији парова.

## Награде и признања
- 1989 — Јуниорка године по избору магазина
- 1989 — Спортиста године по избору Олимпијског комитета САД
- 1990 — Награда ВТА за тенисерку која је највише напредовала
- 1990 — Пробој године по избору магазина
- 1991 — Играчица која је највише напредовала по избору магазина
- 1996 — Награда ВТА за повратак године
- 1996 — Повратак године по избору магазина
- 2001 — Награда ВТА за тенисерку године
- 2001 — ИТФ шампионка године
- 2001 — Спортисткиња године по избору магазина
- 2001 — Награда Лоро за повратак године
- 2002 — Награда Лоро за спортисткињу године
- 2002 — Награда ESPY за спортски повратак године
- 2005 — 36. најбоља тенисерка свих времена по избору магазина

## Статистике у каријери

### Гренд слем финала појединачно (3–0)
| Исход  | Година | Турнир                            | Подлога | Противница     | Резултат         |
| Победа | 2001.  | Отворено првенство Аустралије (1) | Тврда   | Мартина Хингис | 6–4, 6–3         |
| Победа | 2001.  | Отворено првенство Француске      | Шљака   | Ким Клајстерс  | 1–6, 6–4, 12–10  |
| Победа | 2002.  | Отворено првенство Аустралије (2) | Тврда   | Мартина Хингис | 4–6, 7–6(7), 6–2 |

### Олимпијска финала појединачно (1–0)
| Исход  | Година | Турнир    | Подлога | Противница | Резултат      |
| Победа | 1992.  | Барселона | Шљака   | Штефи Граф | 3–6, 6–3, 6–4 |

### ВТА финала појединачно (14–17)
| Легенда                  |
| Гренд слем турнири (3–0) |
| ВТА првенство (0–0)      |
| Олимпијско злато (0–0)   |
| Тијер I (2–9)            |
| Тијер II (4–6)           |
| Тијер III (3–2)          |
| Тијер IV и V (1–0)       |

| Исход  | Бр. | Датум               | Турнир          | Подлога | Противница          | Резултат             |
| Пораз  | 1.  | 5. март 1990.       | Бока Ратон      | Тврда   | Габријела Сабатини  | 4–6, 5–7             |
| Пораз  | 2.  | 2. април 1990.      | Хилтон Хед      | Шљака   | Мартина Навратилова | 2–6, 4–6             |
| Победа | 1.  | 22. октобар 1990.   | Порторико       | Тврда   | Зина Гарисон        | 5–7, 6–4, 6–2        |
| Победа | 2.  | 29. јул 1991.       | Сан Дијего      | Тврда   | Моника Селеш        | 4–6, 6–1, 7–6(2)     |
| Победа | 3.  | 5. август 1991.     | Торонто         | Тврда   | Катарина Малејева   | 6–2, 6–3             |
| Пораз  | 3.  | 11. новембар 1991.  | Филаделфија     | Тепих   | Моника Селеш        | 5–7, 1–6             |
| Победа | 4.  | 27. јул 1992.       | Барселона       | Шљака   | Штефи Граф          | 3–6, 6–3, 6–4        |
| Победа | 5.  | 24. август 1992.    | Сан Дијего      | Тврда   | Кончита Мартинез    | 6–3, 6–2             |
| Победа | 6.  | 11. јануар 1993.    | Сиднеј          | Тврда   | Анке Хубер          | 6–1, 6–4             |
| Пораз  | 4.  | 16. август 1993.    | Торонто         | Тврда   | Штефи Граф          | 1–6, 6–0, 3–6        |
| Пораз  | 5.  | 3. новембар 1996.   | Чикаго          | Тепих   | Јана Новотна        | 4–6, 6–3, 1–6        |
| Пораз  | 6.  | 6. јануар 1997.     | Сиднеј          | Тврда   | Мартина Хингис      | 1–6, 7–5, 1–6        |
| Победа | 7.  | 17. мај 1999.       | Стразбур        | Шљака   | Јелена Лиховцева    | 6–1, 6–3             |
| Победа | 8.  | 1. новембар 1999.   | Квебек          | Тврда   | Ченда Рабин         | 4–6, 6–1, 6–2        |
| Победа | 9.  | 25. септембар 2000. | Луксембург Сити | Тепих   | Магдалена Малејева  | 4–6, 6–1, 6–4        |
| Пораз  | 7.  | 30. октобар 2000.   | Квебек          | Тврда   | Ченда Рабин         | 4–6, 2–6             |
| Победа | 10. | 15. јануар 2001.    | Мелбурн         | Тврда   | Мартина Хингис      | 6–4, 6–3             |
| Пораз  | 8.  | 19. фебруар 2001.   | Оклахома Сити   | Тврда   | Моника Селеш        | 3–6, 7–5, 2–6        |
| Пораз  | 9.  | 21. март 2001.      | Мајами          | Тврда   | Винус Вилијамс      | 6–4, 1–6, 6(4)–7     |
| Победа | 11. | 16. април 2001.     | Чарлстон        | Шљака   | Мартина Хингис      | 6–0, 4–6, 6–4        |
| Пораз  | 10. | 7. мај 2001.        | Берлин          | Шљака   | Амели Моресмо       | 4–6, 6–2, 3–6        |
| Победа | 12. | 28. мај 2001.       | Париз           | Шљака   | Ким Клајстерс       | 1–6, 6–4, 12–10      |
| Пораз  | 11. | 13. август 2001.    | Торонто         | Тврда   | Серена Вилијамс     | 1–6, 7–6(7), 3–6     |
| Победа | 13. | 14. јануар 2002.    | Мелбурн         | Тврда   | Мартина Хингис      | 4–6, 7–6(6), 6–2     |
| Пораз  | 12. | 25. фебруар 2002.   | Скотсдејл       | Тврда   | Серена Вилијамс     | 2–6, 6–4, 4–6        |
| Пораз  | 13. | 20. март 2002.      | Мајами          | Тврда   | Серена Вилијамс     | 5–7, 6(4)–7          |
| Пораз  | 14. | 12. август 2002.    | Монтреал        | Тврда   | Амели Моресмо       | 4–6, 1–6             |
| Пораз  | 15. | 19. март 2003.      | Мајами          | Тврда   | Серена Вилијамс     | 6–4, 4–6, 1–6        |
| Пораз  | 16. | 21. јул 2003.       | Станфорд        | Тврда   | Ким Клајстерс       | 6–4, 4–6, 2–6        |
| Победа | 14. | 18. август 2003.    | Њухејвен        | Тврда   | Линдси Давенпорт    | 6–2, 4–0, предат меч |
| Пораз  | 17. | 10. мај 2004.       | Рим             | Шљака   | Амели Моресмо       | 6–3, 3–6, 6(6)–7     |

### ВТА финала у паровима (1–1)
| Легенда                |
| Гренд слем (0/0)       |
| ВТА шампионат (0/0)    |
| Олимпијско злато (0/0) |
| Тијер I (1/0)          |
| Тијер II (0/1)         |
| Тијер III (0/0)        |
| Тијер IV и V (0/0)     |

| Исход  | Бр.' | Датум         | Турнир  | Подлога | Партнерка    | Противнице                    | Резултат |
| Победа | 1.   | 12. мај 1991. | Рим     | Шљака   | Моника Селеш | Никол Брет Елна Рајнах        | 7–5, 6–2 |
| Пораз  | 1.   | 16. јун 2003. | Истборн | Трава   | Магви Серна  | Линдси Давенпорт Лиса Рејмонд | 3–6, 2–6 |

### Фед куп финала (3–0)
| Исход  | Година | Локација  | Подлога | Победнице                                                                   | Финалисткиње                                                                               | Резултат |
| Победа | 1990.  | Атланта   | Тврда   | САД · Зина Гарисон · Џенифер Капријати · Ђиђи Фернандез                     | Совјетски Савез · Јелена Бријуховец · Наташа Зверева · Лариса Савченко                     | 3–0      |
| Победа | 1991.  | Бирмингем | Тврда   | САД · Зина Гарисон · Џенифер Капријати · Ђиђи Фернандез · Мери Џо Фернандез | Шпанија · Кончита Мартинез · Аранча Санчез Викарио                                         | 2–1      |
| Победа | 2000.  | Лас Вегас | Тепих   | САД · Линдси Давенпорт · Џенифер Капријати · Лиса Рејмонд · Моника Селеш    | Шпанија · Кончита Мартинез · Вирхинија Руано Паскуал · Аранча Санчез Викарио · Магви Серна | 5–0      |

### Јуниорска гренд слем финала појединачно (2–0)
| Исход  | Година | Турнир                       | Подлога | Противница     | Резултат |
| Победа | 1989.  | Отворено првенство Француске | Шљака   | Ева Свиглерова | 6–4, 6–0 |
| Победа | 1989.  | Отворено првенство Америке   | Тврда   | Рејчел Мекилан | 6–2, 6–3 |

### Јуниорска гренд слем финала у паровима (2–0)
| Исход  | Година | Турнир                     | Подлога | Партнерка       | Противнице                      | Резултат |
| Победа | 1989.  | Вимблдон                   | Трава   | Мередит Мекграт | Ева Свиглерова Андреа Стрнадова | 6–4, 6–2 |
| Победа | 1989.  | Отворено првенство Америке | Тврда   | Мередит Мекграт | Рејчел Мекилан Џо Ен Фол        | 6–0, 6–3 |

### Појединачни резултати на гренд слем турнирима
| Легенда | Легенда                                    | Легенда | Легенда                           |
| ------- | ------------------------------------------ | ------- | --------------------------------- |
| О/И     | однос освајања турнира и играња на турниру | Поб-Пор | однос побједа и пораза            |
| НО      | турнир није одржан те године               | Н       | није учествовала на турниру       |
| КВ      | изгубила у квалификацијама                 | 1К      | изгубила у првом колу             |
| 2К      | изгубила у другом колу                     | 3К      | изгубила у трећем колу            |
| 4К      | изгубила у четвртом колу                   | ГФ      | изгубила у групној фази такмичења |
| ЧФ      | изгубила у четвртфиналу                    | ПФ      | изгубила у полуфиналу             |
| Ф       | изгубила у финалу                          | П       | освојила турнир                   |

| Турнир         | 1990. | 1991. | 1992. | 1993. | 1994. | 1995. | 1996. | 1997. | 1998. | 1999. | 2000. | 2001. | 2002. | 2003. | 2004. | Однос у каријери |
| -------------- | ----- | ----- | ----- | ----- | ----- | ----- | ----- | ----- | ----- | ----- | ----- | ----- | ----- | ----- | ----- | ---------------- |
| Аустралија     | Н     | Н     | ЧФ    | ЧФ    | Н     | Н     | Н     | 1К    | Н     | 2К    | ПФ    | П     | П     | 1К    | Н     | 2 / 8            |
| Француска      | ПФ    | 4К    | ЧФ    | ЧФ    | Н     | Н     | 1К    | Н     | Н     | 4К    | 1К    | П     | ПФ    | 4К    | ПФ    | 1 / 11           |
| Вимблдон       | 4К    | ПФ    | ЧФ    | ЧФ    | Н     | Н     | Н     | Н     | 2К    | 2К    | 4К    | ПФ    | ЧФ    | ЧФ    | ЧФ    | 0 / 11           |
| Америка        | 4К    | ПФ    | 3К    | 1К    | Н     | Н     | 1К    | 1К    | 1К    | 4К    | 4К    | ПФ    | ЧФ    | ПФ    | ПФ    | 0 / 13           |
| Однос у години | 0 / 3 | 0 / 3 | 0 / 4 | 0 / 4 | 0 / 0 | 0 / 0 | 0 / 2 | 0 / 2 | 0 / 2 | 0 / 4 | 0 / 4 | 2 / 4 | 1 / 4 | 0 / 4 | 0 / 3 | 3 / 43           |

- Н = није учествовала на турниру
- Однос = број освојених турнира у односу на број учешћа